# Periodično kretanje
Periodično kretanje je kretanje koje se posle izvesnog vremena ponavlja na isti način. Najjednostavniji oblici periodičnog kretanja su ravnomerno kružno kretanje i oscilatorno kretanje. Ravnomerno kružno kretanje je periodično kretanje koje se odvija u okviru kruga i ima stalnu brzinu. Oscilatorno kretanje je periodično kretanje kod koga je amplituda male dužine u odnosu na dimenzije sistema. Veličine periodičnog kretanja su: elongacija, amplituda, period oscilovanja i frekvencija.

## Elongacija i amplituda
Elongacija  je rastojanje oscilujućeg tela od ravnotežnog položaja. Najveća elongacija ili najveće rastojanje oscilujućeg tela od ravnotežnog položaja naziva se amplituda.

## Period oscilovanja i frekvencija
Najmanji interval vremena za koji telo izvrši jednu oscilaciju naziva se period oscilovanja. Jedinica je sekunda. Obeležava se sa T.
T = t/n
Gde je t = vreme, n = broj oscilacija i T = period.
Frekvencija je broj oscilacija u jedinici vremena. Obeležava se sa ν. Jedinica je Hz (herc).
ν{\displaystyle =1/T}